# Championnat des Antilles néerlandaises de football 2002-2003
Navigation
Saison précédente Saison suivante
La saison 2002-2003 du Championnat des Antilles néerlandaises de football est la trente-neuvième édition de la Kopa Antiano, le championnat des Antilles néerlandaises. Les deux meilleures équipes de Curaçao et de Bonaire se rencontrent lors d'un tournoi inter-îles. Toutefois, le retard pris par le championnat de Bonaire empêche les deux clubs bonairiens de prendre part à la compétition cette saison.
C'est le champion de Curaçao et tenant du titre, le CSD Barber qui remporte à nouveau la compétition après avoir battu en finale l'autre représentant curacien, le CRKSV Jong Colombia. Il s’agit du deuxième titre de champion des Antilles néerlandaises de l’histoire du club.

## Compétition
Le barème utilisé pour établir les différents classements est le suivant :
- Victoire : 3 points
- Match nul : 1 point
- Défaite : 0 point

### Championnat de Curaçao

#### Phase régulière
| Rang | Équipe                    | Pts | J  | G  | N | P  | Bp | Bc | Diff |
| ---- | ------------------------- | --- | -- | -- | - | -- | -- | -- | ---- |
| 1    | CSD BarberT               | 44  | 18 | 14 | 2 | 2  | 38 | 9  | +29  |
| 2    | RKVFC Sithoc              | 35  | 18 | 10 | 5 | 3  | 22 | 13 | +9   |
| 3    | SV Victory Boys           | 31  | 18 | 8  | 7 | 3  | 29 | 18 | +11  |
| 4    | UD Banda Abou             | 30  | 18 | 8  | 6 | 4  | 26 | 15 | +11  |
| 5    | Sport Unie Brion-Trappers | 28  | 18 | 8  | 4 | 6  | 22 | 15 | +7   |
| 6    | CRKSV Jong Colombia       | 22  | 18 | 5  | 7 | 6  | 17 | 17 | 0    |
| 7    | Deportivo Santa Cruz      | 17  | 18 | 3  | 8 | 7  | 20 | 28 | -8   |
| 8    | RKSV Centro Dominguito    | 14  | 18 | 3  | 5 | 10 | 14 | 30 | -16  |
| 9    | Inter WillemstadP         | 14  | 18 | 3  | 5 | 10 | 14 | 32 | -18  |
| 10   | CRKSV Jong Holland        | 8   | 18 | 1  | 5 | 12 | 8  | 33 | -25  |

|  | Qualification pour le Kaya 6                       |
|  | Participation au barrage de promotion-relégation   |
|  | T : Tenant du titre P : Promu de deuxième division |

#### Kaya 6
| Rang | Équipe                    | Pts | J | G | N | P | Bp | Bc | Diff |  | Résultats (▼ dom., ► ext.) | Bar | JCo | Sit | Ban | Vic | SUBT |
| ---- | ------------------------- | --- | - | - | - | - | -- | -- | ---- |  | -------------------------- | --- | --- | --- | --- | --- | ---- |
| 1    | CSD BarberT               | 10  | 5 | 3 | 1 | 1 | 10 | 6  | +4   |  | CSD BarberT                |     | 2-1 | 3-0 |     | 1-1 | 3-2  |
| 2    | CRKSV Jong Colombia       | 9   | 5 | 3 | 0 | 2 | 6  | 4  | +2   |  | CRKSV Jong Colombia        |     |     | 0-2 | 2-0 | 2-0 |      |
| 3    | RKVFC Sithoc              | 9   | 5 | 3 | 0 | 2 | 7  | 6  | +1   |  | RKVFC Sithoc               |     |     |     | 2-0 |     |      |
| 4    | UD Banda Abou             | 7   | 5 | 2 | 1 | 2 | 6  | 6  | 0    |  | UD Banda Abou              | 2-1 |     |     |     |     |      |
| 5    | SV Victory Boys           | 7   | 5 | 2 | 1 | 2 | 6  | 8  | -2   |  | SV Victory Boys            |     |     | 3-1 | 0-3 |     | 2-1  |
| 6    | Sport Unie Brion-Trappers | 1   | 5 | 0 | 1 | 4 | 4  | 9  | -5   |  | Sport Unie Brion-Trappers  |     | 0-1 | 0-2 | 1-1 |     |      |

|  | Qualification pour le Kaya 4 |
|  | T : Tenant du titre          |

#### Kaya 4
| Rang | Équipe              | Pts | J | G | N | P | Bp | Bc | Diff |  | Résultats (▼ dom., ► ext.) | Bar | JCo | Sit | Ban |
| ---- | ------------------- | --- | - | - | - | - | -- | -- | ---- |  | -------------------------- | --- | --- | --- | --- |
| 1    | CSD BarberT         | 6   | 3 | 2 | 0 | 1 | 5  | 2  | +3   |  | CSD BarberT                |     | 1-2 | 2-0 | 2-0 |
| 2    | CRKSV Jong Colombia | 6   | 2 | 2 | 0 | 0 | 3  | 1  | +2   |  | CRKSV Jong Colombia        |     |     | 1-0 |     |
| 3    | RKVFC Sithoc        | 3   | 3 | 1 | 0 | 2 | 2  | 3  | -1   |  | RKVFC Sithoc               |     |     |     | 2-0 |
| 4    | UD Banda Abou       | 0   | 2 | 0 | 0 | 2 | 0  | 4  | -4   |  | UD Banda Abou              |     |     |     |     |

|  | Qualification pour la Kopa Antiano et la finale |
|  | T : Tenant du titre                             |

#### Finale
| 29 juin 2003 | CSD Barber | 1 - 0 | CRKSV Jong Colombia | Ergilio Hato Stadion, Willemstad |  |
|              |            |       |                     |                                  |  |

### Championnat de Bonaire
Le championnat prend beaucoup de retard par rapport au calendrier initial. À l'origine prévu le 9 février, il ne démarre que le 13 avril, ce qui oblige la fédération de Bonaire à supprimer la phase avec 4 équipes et à faire la phase régulière sans matchs retour. Ainsi, seuls les deux premiers de la phase régulière accèdent directement à la finale du championnat. L'autre conséquence de ce retard est le retrait des équipes de Bonaire de la Kopa Antiano cette saison.

#### Phase régulière
| Rang | Équipe             | Pts | J | G | N | P | Bp | Bc | Diff |  | Résultats (▼ dom., ► ext.) | Juv | Rea | Uru | Est | Ves | Atl | Vit |
| ---- | ------------------ | --- | - | - | - | - | -- | -- | ---- |  | -------------------------- | --- | --- | --- | --- | --- | --- | --- |
| 1    | SV Juventus        | 15  | 6 | 5 | 0 | 1 | 13 | 5  | +8   |  | SV Juventus                |     | 0-1 | 2-1 | 2-0 | 2-1 | 3-0 | 4-2 |
| 2    | Real Rincon        | 15  | 6 | 5 | 0 | 1 | 9  | 5  | +4   |  | Real Rincon                |     |     | 1-2 | 2-1 | 1-0 | 2-1 | 2-1 |
| 3    | SV Uruguay         | 11  | 6 | 3 | 2 | 1 | 13 | 9  | +4   |  | SV Uruguay                 |     |     |     | 1-1 | 4-1 | 3-2 | 2-2 |
| 4    | SV EstrellasT      | 7   | 6 | 2 | 3 | 1 | 8  | 8  | 0    |  | SV EstrellasT              |     |     |     |     | 2-3 | 2-0 | 2-0 |
| 5    | SV Vespo           | 6   | 6 | 2 | 0 | 4 | 8  | 11 | -3   |  | SV Vespo                   |     |     |     |     |     | 1-2 | 2-0 |
| 6    | Atlétiko Tera Kòrá | 4   | 6 | 1 | 1 | 4 | 7  | 13 | -6   |  | Atlétiko Tera Kòrá         |     |     |     |     |     |     | 2-2 |
| 7    | SV Vitesse         | 2   | 6 | 0 | 2 | 4 | 7  | 14 | -7   |  | SV Vitesse                 |     |     |     |     |     |     |     |

|  | Qualification pour la finale |
|  | T : Tenant du titre          |

#### Finale
| Équipe 1    | Résultat | Équipe 2    |
| ----------- | -------- | ----------- |
| Real Rincon | 3 - 0    | SV Juventus |

### Kopa Antiano
Du fait de l'absence des clubs bonairiens, la Kopa Antiano se résume en un match entre les deux formations de Curaçao.
| 24 août 2003 | CSD Barber | 2 - 1 | CRKSV Jong Colombia | Ergilio Hato Stadion, Willemstad |  |
|              |            |       |                     |                                  |  |

## Bilan de la saison
| Championnat des Antilles néerlandaises de football 2002-2003 |                       |
| Champion                                                     | CSD Barber (2e titre) |
| Qualifications continentales                                 |                       |
| CFU Club Championship 2003                                   | CSD Barber            |
| CFU Club Championship 2003                                   | CRKSV Jong Colombia   |
| Promotions et relégations                                    |                       |
| Promus en Kopa Antiano                                       | Aucun                 |
| Relégués                                                     | Aucun                 |